# 2861 Lambrecht
2861 Lambrecht este un asteroid din centura principală, descoperit pe 3 noiembrie 1981 de Freimut Börngen și K. Kirsch.